# Lahas
Lahas – miejscowość i gmina we Francji, w regionie Oksytania, w departamencie Gers.
Według danych na rok 1990 gminę zamieszkiwało 188 osób, a gęstość zaludnienia wynosiła 13 osób/km² (wśród 3020 gmin regionu Midi-Pireneje Lahas plasuje się na 875. miejscu pod względem liczby ludności, natomiast pod względem powierzchni na miejscu 796.).